# John Blow

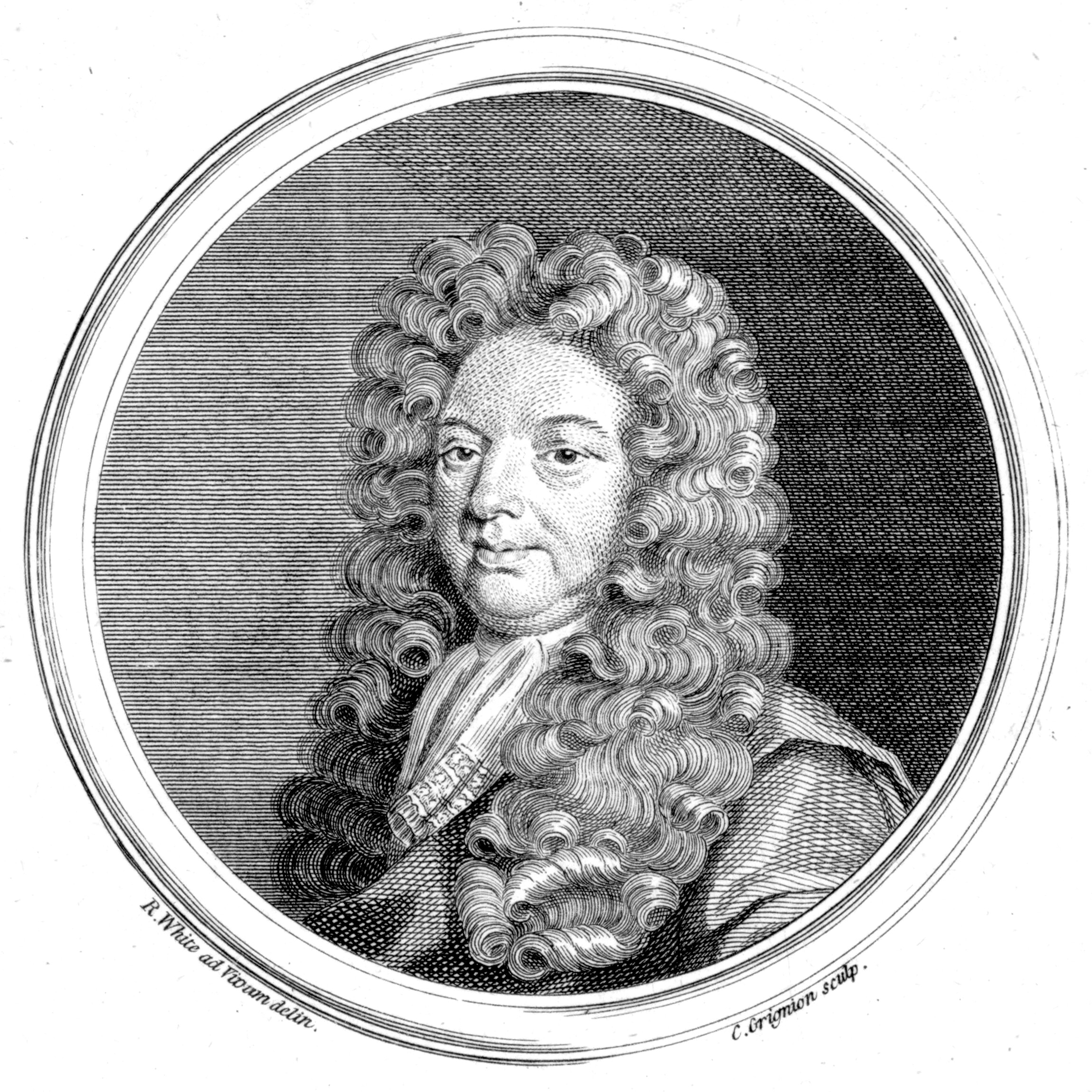
John Blow.

John Blow, döpt 23 februari 1649, död 1 oktober 1708 i London, var en brittisk kompositör. 
På 1670-talet gjordes ett försök att introducera fransk opera i England. Försöket misslyckades eftersom det inte fanns något intresse för kontinuerlig musik. Endast två dramer som sjöngs rakt igenom fick framgång, John Blows Venus and Adonis (cirka 1683) och Henry Purcells Dido and Aeneas (1689).